# Личный кабинет налогоплательщика
«Личный кабинет налогоплательщика для физических лиц»  — российский интернет-сервис для налогоплательщиков — физических лиц. Портал был разработан Федеральной налоговой службой Российской Федерации в декабре 2009 года в рамках программы «Электронное правительство». В 2017 году ФНС России получила Премию Рунета в номинации «Государство и общество» за обновлённый сервис «Личный кабинет налогоплательщика для физических лиц». Понятие «Личный кабинет налогоплательщика» зафиксировано в Налоговом кодексе Российской федерации.
Сервис предоставляет пользователям большое количество актуальной налоговой информации, в частности о налогооблагаемом имуществе, о начисленных и уплаченных налогах. В «Личном кабинете налогоплательщика» существует возможность заполнять и направлять налоговые декларации, отслеживать статус их проверки, направлять обращения в налоговые органы. Допускается использование усиленной неквалифицированной электронной подписи для ведения электронного документооборота через «Личный кабинет налогоплательщика».
Получить доступ к «Личному кабинету налогоплательщика» можно несколькими способами:
1. Получить логин и пароль к «Личному кабинету налогоплательщика» в любой налоговой инспекции, предъявив паспорт и свидетельство о постановке на учёт в налоговом органе[5];
2. При помощи квалифицированной электронной подписи[5];
3. При помощи учетной записи на Едином портале государственных и муниципальных услуг[5].

1 июля 2015 года был введён в промышленную эксплуатацию сервис «Личный кабинет налогоплательщика — индивидуального предпринимателя». Он позволяет индивидуальным предпринимателям взаимодействовать с налоговыми органами в режиме онлайн.